# Daniel Costantini
Daniel Costantini (* 31. Oktober 1943 in Marseille) ist ein ehemaliger französischer Handballspieler und Handballtrainer.

## Spielerlaufbahn
Daniel Costantini lernte das Handballspielen in der Schule. Zudem spielte er Fußball und Beachvolleyball. Im Alter von 16 Jahren meldete er sich beim Stade Marseillais Université Club (SMUC) an. Mit dem Verein aus seiner Heimatstadt gewann er 1962 die französische Juniorenmeisterschaft. Mit der Männermannschaft spielte er in der ersten französischen Liga, die SMUC 1965, 1967 und 1969 gewann. Zwischen 1965 und 1968 lief Costantini mindestens sechsmal für die französische A-Nationalmannschaft auf. Nachdem er sich 1966 am Kreuzband verletzt hatte, hatten ihm die Ärzte fälschlicherweise den Meniskus entfernt. Dadurch verpasste er die Weltmeisterschaft 1967. Diese anhaltenden Knieschmerzen waren der Grund für sein frühzeitiges Laufbahnende.

## Trainerlaufbahn
Mit 29 Jahren beendete er seine Spielerlaufbahn im Sommer 1973 und wechselte auf die Trainerbank Marseilles. 1975 und 1984 gewann er als Trainer die französische Meisterschaft sowie 1976 den französischen Pokal. International erreichte man nur einmal das Viertelfinale, als SMUC im Europapokal der Pokalsieger 1976/77 an Partizan Bjelovar scheiterte.
Nachdem die französische Nationalmannschaft bei der B-Weltmeisterschaft 1985 nur den elften Platz belegt hatte und damit an der drittklassigen C-Weltmeisterschaft 1986 teilnehmen musste, wurde Costantini als neuer Nationaltrainer engagiert. Bei dieser C-Weltmeisterschaft wurde Frankreich unter seiner Leitung Erster, bei der folgenden B-Weltmeisterschaft 1987 Achter. Bei den Mittelmeerspielen 1987 gewann die Auswahl die Silbermedaille. Costantini führte eine junge Generation um Spieler wie Philippe Gardent, Pascal Mahé oder Frédéric Volle heran, die den Grundstein für spätere Erfolge legen sollten. Mit dem fünften Platz bei der B-Weltmeisterschaft 1989 qualifizierte sich die Équipe wieder für die A-Weltmeisterschaft. Durch einen neunten Platz bei der Weltmeisterschaft 1990, bei der der 21-jährige Jackson Richardson zum besten Spieler gewählt wurde, erhielt man das Startrecht für die Olympischen Spiele 1992. In Barcelona gewannen Frankreichs Handballer bei ihrer ersten Teilnahme die Bronzemedaille und erhielten den Spitznamen „Les Bronzés“ („die Bronzenen“). Bei der Weltmeisterschaft 1993 musste sich die Mannschaft um die späteren Welthandballer Richardson und Stéphane Stoecklin erst im Endspiel Russland geschlagen geben. Es war die Geburtsstunde der „Les Barjots“ („die Verrückten“). Bei der erstmals ausgetragenen Europameisterschaft belegte das Team 1994 den sechsten Rang. Im gleichen Jahr gewann man die Goodwill Games. Bei der Weltmeisterschaft 1995 gelang der größte Erfolg mit dem Weltmeistertitel, Richardson wurde erneut zum besten Spieler gewählt. Beim World Cup 1996 in Schweden wurde man Dritter. Nach einem siebten Platz bei der Europameisterschaft 1996 unterlag Frankreich im Spiel um Bronze bei den Olympischen Spielen 1996 gegen Spanien. Diese Niederlage war auch das Ende der Barjots.
Costantini gelang es, junge Spieler wie Guillaume und Bertrand Gille zu integrieren. Mit dem Gewinn der Bronzemedaille bei der Weltmeisterschaft 1997 zeigte dieser Umbruch Wirkung. Beim Supercup 1998 kam man ins Finale. Mit dem siebten Platz bei der Europameisterschaft 1998, dem sechsten Platz bei der Weltmeisterschaft 1999, dem vierten Platz bei der Europameisterschaft 2000 und dem sechsten Platz bei den Olympischen Spielen 2000 gehörte Frankreich zur erweiterten Weltspitze. Bei der Weltmeisterschaft 2001 standen ihm mit Torhüter Thierry Omeyer, Abwehrchef Didier Dinart, den Gille-Brüdern sowie den Rückraumspielern Jérôme Fernandez und Daniel Narcisse die Säulen der kommenden Erfolge zur Verfügung. Die französische Mannschaft gewann den Weltmeistertitel ohne Niederlage. Nach diesem Triumph übergab Costantini sein Amt an Claude Onesta.
Bei einer von der Internationalen Handballföderation durchgeführten Online-Wahl im Jahr 2010 wurde Costantini mit 87,8 % der Stimmen zum „besten Trainer aller Zeiten“ gewählt.